# Rigoberta Menchú
Rigoberta Menchú Tum (Chime, Guatemala, 1959. január 9. –) guatemalai emberi jogi harcos. 1992-ben Nobel-békedíjjal tüntették ki „A szociális igazságért és a bennszülött népek jogainak tiszteletben tartásán alapuló etnokulturális megbékélésért végzett munkája elismeréseképpen.” 2007 szeptemberében indult a guatemalai elnökválasztáson.

## Életrajza
Rigoberta Menchú szegény földműves családban született és a quiche maja kultúrában nőtt fel. Családja kávé- és gyapotültetvényeken dolgozott, ahol a munkásoknak gyakorlatilag semmi joguk nem volt: naponta 15 órát fáradoztak éhbérért. Később katolikus internátusba került, ahol megismerkedett a felszabadítás teológiájával és a feminista mozgalommal.
A Menchú családot azzal vádolták, hogy a baloldali gerillamozgalommal szimpatizál, ezért édesapját többször letartóztatták és megkínozták. Felmentése után csatlakozott az akkor alakult Comité de Unidad Campesina (CUC, Committee of the Peasant Union) nevű mozgalomhoz.
1979-ben 16 éves öccsét elrabolták, megkínozták és a családja szeme láttára felgyújtották. 1980-ban édesapja – 38 indián vezetővel együtt – egy tűzben vesztette életét, miután a rezsim hívei felgyújtották a guatemalai spanyol nagykövetség épületét, ahol az indiánok emberi jogainak megsértése ellen tüntettek; édesanyját is megkínozták és meggyilkolták.
Menchú 1979-ben lépett be a CUC nevű mozgalomba, amelynek munkájában egyre intenzívebben részt vett: sztrájkot szervezett a földművesek jobb munkakörülményeiért, 1981. május 1-én pedig a fővárosban rendezett tüntetéseket. Belépett a radikális Január 31. Népi Front (31st of January Popular Front) nevű mozgalomba, ahol arra tanította a gazdákat, miképp tanúsítsanak ellenállást a katonai diktatúra elnyomásának. Egy idő után kénytelen volt elrejtőzni, majd Mexikóba menekült. Ettől kezdve külföldön is erélyesen fellépett az indián lakosság jogaiért és a guatemalai elnyomás ellen. 1982-ben egyik alapító tagja volt az egyesült ellenzéki pártoknak (The United Representation of the Guatemalan Opposition).
1983-ban került kiadásra biográfiája, Yo, Rigoberta Menchú címmel, amely segítségével világszerte ismertté vált, annak ellenére, hogy a könyv egyes részei kétségesek. 1986-ban csatlakozott a CUC vezetőségi bizottságához. 1990-ben megkapta UNESCO Békére Nevelés Világdíját.
1992-ben Nobel békedíjjal jutalmazták az indián lakosság érdekében, a jobboldali diktatúrával szemben kifejtett tevékenységéért (33 évesen ő volt a legfiatalabb, aki ebben a megtiszteltetésben részesült). Az indiánok szószólójaként a Nobel-díj révén a világ nyilvánossága elé tárhatta népének tragédiáját; a nyilvánosság és nemzetközi erőfeszítések a kormányt nagyobb nyíltságra és a gerillákkal való tárgyalásra késztette, ami végül békeszerződéshez vezetett (1996). Efraín Rios Montt és sok bűntársa elkerülte az ítéletet, mivel az 1996. évi békeszerződés amnesztiát biztosított a 36 évig tartó polgárháború bűnösei számára. Az amnesztia nagy ellenzői az emberi jogi szervezetek és Menchú is, aki nemzetközi – pontosan spanyolországi – jogorvoslatért folyamodott (Spanyolország alkotmánya megengedi a bíróknak, hogy súlyos esetekben világszerte beavatkozhassanak). 1999. júliusában a spanyol igazságszolgáltatás nemzetközi elfogató parancsot adott ki Rios Montt és az egykori katonai diktatúra tagjai ellen: népirtás, állami terrorizmus és az emberi jogok megsértése vádjával. A guatemalai igazságszolgáltatás egy alkotmányváddal akadályozta a spanyol jogorvoslat munkáját.
Menchút többször megfenyegették és ellenvádat emeltek hazaárulás címen, mivel az eljárást külföldön kezdeményezte. Menchú próbálkozása sikertelen volt.
A Nobel-díjjal járó pénzdíjból egy alapítványt hozott létre (Fundación Rigoberta Menchú Tum), amely segítségével iskolákat támogatott, valamint egy mexikói cégcsoporttal közösen gyógyszertár-hálózatot (Farmacias Similares) épített ki az országban.
1996-ban az ENSZ az UNESCO jószolgálati nagykövetének választotta.
2007 szeptemberében a következő indokkal indult a guatemalai elnökválasztáson: "Guatemala 200 éves történetében a maják mindig csak választói jogukat gyakorolhatták, de őket sohasem választották meg, itt az ideje, hogy ezen változtassunk." Kampányában a Winaq (maja indián nyelven – emberi teljesség) maja indián politikai mozgalom támogatta volna, de a párt a választásig már nem tudta regisztráltatni magát, ezért két kisebb baloldali párt támogatását vette igénybe. Az első fordulóban a szavazatok csupán 3%-át kapta meg. Győzelem esetén ő lett volna az első nő és az első maja ebben a magas beosztásban.

### Idézet
Asszonyaink szívesen viselnek színes ruhákat. Ha fekete, szürke vagy sötét színű ruhát öltünk magunkra, akkor nagyon szomorúak leszünk. Ha viszont színes traje (ruha) és huipile (blúz) van rajtam, szárnyakat kapok és vidám leszek. Azt gondolom, hogy a huipile nemcsak a testet, de a lelket is ékesiti.